# 周刊邮报
《周刊邮报》（日语：／?）是日本小學館发行的综合周刊杂志。

## 概要
《周刊邮报》于1969年8月22日創刊。前身是面向初高中学生的杂志《少年生活》。纸张规格为B5（182×257mm），通常周一发行。杂志的商标权归獅王公司所有。
《周刊邮报》的实际贩卖量在1988年至1991年的4年间，以及1994年至2003年的10年间，位列日本国内综合周刊杂志的首位。然而在2004年，它的实际贩卖量下滑到约80万份，输给了《周刊文春》。从此之后，贩卖量一直呈下滑趋势，2008年度上半年实际贩卖量30万6010份，2008年度下半年29万7120份。2018年度上半年降至21万1336份。
目前主要的读者层是中老年男性。自创刊以来，《周刊邮报》几乎都是以一位女演员或女性电视艺人的照片作为封面图片。然而从2016年1月开始，采用文章大标题形式作为封面，不再出现封面图片。其封面内容也更关注老人健康，多刊载与退休金和医疗等有关的信息。

## 相关事件
- 关注和批判日本国内“格差社會”等问题，曾刊载过多篇对日本經濟團體聯合會及佳能会長御手洗富士夫的负面文章[11]。
- 2015年5月22日号，在維新會“大阪都構想”公投一事上，《周刊邮报》谴责反維新联合虽然提出了该构想的诸多缺点，但没有明确充分的论据。它拥护维新会，并赞成这一构想[12]。
- 2015年5月29日号（2015年5月18日发行），发文称安倍内阁的菅义伟内阁官房长官收取“日齒連（日语：日本歯科医師連盟）”的3000万日元政治捐款。菅义伟以毫无事实依据否定此事。最后电通和小學館均向此事道歉[13][14]。
- 2016年2月1日号，刊载了TBS電視台女主播小林悠与某男性實業家在某酒店约会的不伦消息[15]，最终小林悠主播自愿从TBS电视台离职[16]。此事系捏造事实，小学馆在7月7日发行的《女性Seven》杂志上刊载了致歉文章[17]。

## 脚注
1. ↑  . 日本雑誌協会（JMPA）.   [2019-02-15]. （原始内容存档于2019-02-15）.
2. ↑  . 東京都古書籍商業協同組合.   [2019-02-15]. （原始内容存档于2019-02-15）.
3. ↑  . 小学館.   [2019-02-15]. （原始内容存档于2020-12-03）.
4. ↑  . JPO & INPIT.   [2019-02-15]. （原始内容存档于2019-03-24）.
5. ↑  . nifty.   [2019-02-15]. （原始内容存档于2012-07-09）.
6. ↑  . MSN産経ニュース. 2009-03-08  [2019-02-15]. （原始内容存档于2009-03-08）.
7. ↑  . MSN産経ニュース. 2009-05-16  [2019-02-15]. （原始内容存档于2009-05-16）.
8. 1 2  . PRESIDENT Online. 2018-12-01  [2019-02-15]. （原始内容存档于2018-12-04）.
9. ↑  . BIGLOBE. 2018-07-16  [2019-02-15]. （原始内容存档于2019-02-15）.
10. ↑  篠田博之. . iRONNA（産経新聞）. 2019-01-10  [2019-02-15]. （原始内容存档于2019-02-15）.
11. ↑  . 週刊ポスト. 2007年3月9日.
12. ↑  . NEWS ポストセブン. 2015-05-11  [2019-02-15]. （原始内容存档于2019-02-16）.
13. ↑  . 日本歯科新聞 (東京都千代田區: 日本歯科新聞社). 2015-06-09: 2–3.
14. ↑  . livedoor. 2015-05-18  [2019-02-15]. 原始内容存档于2015-05-21.
15. ↑  . HuffPost. 2016-03-15  [2019-02-09]. （原始内容存档于2019-05-16）.
16. ↑  . デイリースポーツ online (株式会社デイリースポーツ). 2016-03-04  [2016-03-04]. （原始内容存档于2019-02-09）.
17. ↑  新田龍. . Business Journal. 2016-07-12  [2019-02-09]. （原始内容存档于2017-10-24）.